# Shailesh Jogia
Shailesh Jogia znany również pod pseudonim "Joe" (ur. 13 listopada 1975 roku w Leicesterze) – angielski snookerzysta aktualnie mieszkający w mieście Letchworth w hrabstwie Hertfordshire. W gronie profesjonalistów od roku 1994. Aktualnie zawieszony w związku z zarzutami o ustawienie wyniku meczu.
Największymi sukcesami tego zawodnika w turniejach rankingowych było zakwalifikowanie się do pierwszych rund turnieju Grand Prix w 2004 roku oraz do British Open, także w 2004.
Jego najwyższy break turniejowy to 126 punktów, wbity podczas kwalifikacji do turnieju MŚ w 1997 roku.
W lipcu 2012 roku organizacja World Professional Billiards and Snooker Association zawiesiła zawodnika do końca sezonu 2013/2014 w związku z oskarżeniem o ustawianie wyniku meczu snookerowego w celu osiągnięcia zysku z zakładów bukmacherskich. Zdaniem organizacji dwóch znajomych Jogii obstawiało jego mecz z Matthew Seltem w turnieju Shoot Out, który rozegrany został w styczniu 2012 roku, obaj obstawili, że Jogia przegra. Udowodniono, że przed meczem Jogia wielokrotnie się z nimi kontaktował  Wcześniej podejrzenia organizacji wzbudził fakt, iż na ten jeden konkretny mecz wniesiono bardzo dużą liczbę zakładów na zwycięstwo Selta, co przy pojedynku dwóch nisko rozstawionych graczy, grających zaledwie jednego frame'a było zjawiskiem niespotykanym. Ostatecznie jednak Jogia nie przystąpił do meczu z Seltem, tłumacząc się kontuzją kolana. W tej sytuacji wszystkie zakłady na ten mecz zostały anulowane. Mimo to organizacja WPBSA uznała Shailesha Jogia za winnego, obciążyła opłatą w wysokości 2000 funtów za koszty postępowania i zawiesiła na dwa kolejne sezony. W uzasadnieniu wyroku organizacja podała, że Jogia nie przedstawił wiarygodnych i konsekwentnych wyjaśnień i pomimo faktu, iż nie udowodniono mu korzyści majątkowych został ukarany.
24 lutego 2013 roku Jogia udzielił wywiadu na łamach gazety "Daily Mirror", w którym ujawnia wiele rzekomych faktów dotyczących przekrętów w zawodowym snookerze.